# 納爾遜·T·詹森

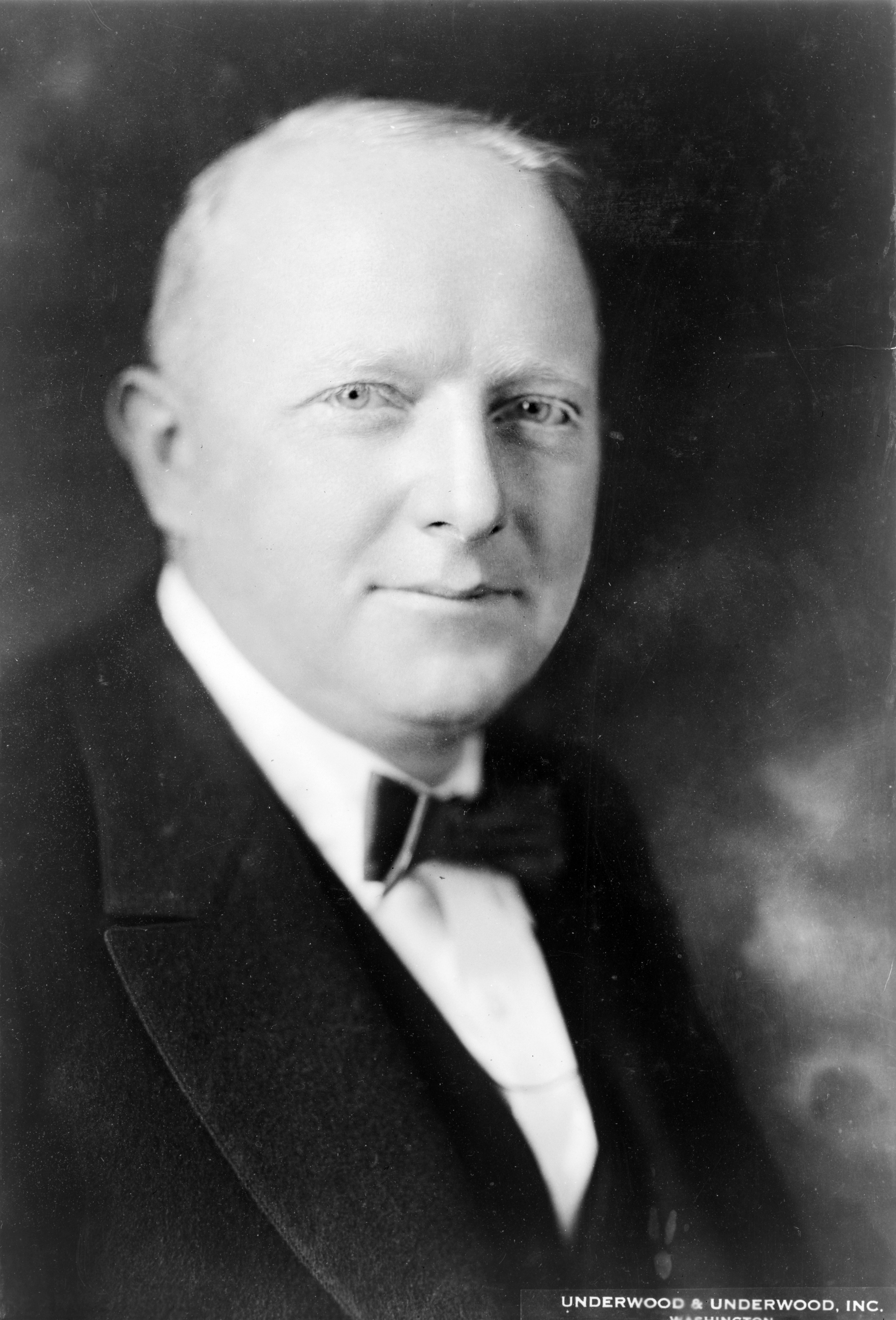
納爾遜·T·詹森

納爾遜·特魯斯勒·詹森（Nelson Trusler Johnson，1887年4月3日—1954年12月3日），美國外交家，於1929年至1941年任美國駐華大使，任期長達十二年。在第二次世界大戰期間亦曾任美國駐澳洲大使。

## 早年及職業生涯
詹森1987年出生於華盛頓哥倫比亞特區。年幼時曾在奧克拉荷馬州生活。之後返回華盛頓讀書，1906年毕业于斯德之友学校，并進入喬治華盛頓大學就讀。於大學一年級時決意加入外交機構，以奧克拉荷馬州居民身份考試獲得取錄，正式進入外交生涯，1907年被派往中国。詹森一生於政府內服務，是外交部內的遠東事務及中國專家。他加入外交部后在中国做了二年的傳譯員，1909年後晉升成為領事官員，1925年回美任遠東事務處長，1927年任助理國務卿。1929年起任駐中國全權公使、1935年升任全權大使。1941年为解决家庭长期分居，詹森要求另派，在美國向日本宣戰後改任駐澳洲全權公使。

## 對美國遠東政策的影響
詹森於1925年成為美國國務院遠東事務處長，成為美國對華政策的主要制定者。1928年起被任為駐華特派全權公使，1935年改為特派全權大使，至1941年5月美國參戰前夕為止。詹森對美國對華政策的影響跨越三名總統，包括柯立芝、胡佛及羅斯福。詹森主張在不影響美國的利益下，盡量協助中國恢復主權。他向國務卿凯洛格及史汀生建議實行中間路線。
在史汀生任期內，詹森反對美國干預中國內戰。在五卅運動中，他反對美國加入英國的行動對付廣州及漢口的罷工工人。1927年北伐時發生外國人被殺的南京事件，詹森反對向中國採取嚴厲報復。對於國民政府在1925年提出廢除不平等條約，他主張與中國談判及讓步，主張重新訂立關稅定，並逐漸放棄治外法權。在一二八事變中，他建議美國發表聲明要求各國遵守九國公約。
1930年代中起，詹森對日本的侵略野心越感不安，而此時美國政府內高層的東亞政策向日本傾斜；詹森提出美國重新考慮對日政策。他並不認為美國應該為中國安全提出保證，但提倡美國重新武備，及重新考慮讓菲律賓獨立的目的。到了1930年代末，他公開提出美國以軍事裝備援助中國，並指出中國已開始出現有秩序的政府，同時表現出對日本抵抗的決心。他撰寫報告中對戰事的描述；及對中國英勇抗敵描寫是令美國願意向中國提出軍援的原因之一。

## 私人生活
詹森曾為1939年十二月《時代週刊》的封面人物。
詹森於1931年在北京(可能在天津美领馆）結婚；育有一子一女。其妻珍妮.贝克.詹森于1991年在華盛頓逝世。
詹森1954年逝世後葬於華盛頓。